# いのち (火曜サスペンス劇場)
『いのち 夫殺しの疑惑の娘は記憶喪失で妊娠4ヵ月－産婦人科医の母の苦悩の決断』は、日本テレビ系列の『火曜サスペンス劇場』で放映された2時間ドラマ。1998年7月21日放送。

## キャスト
- 森道子（産婦人科医） - 市毛良枝
- 松井啓介（精神科医） - 布施博
- 田島由紀（道子の娘） - 中島ひろ子
- 田島明（由紀の夫・カメラマン） - 天宮良
- 平松早苗 - 阿知波悟美
- 石丸幸男 - 木場勝己
- 桑木和彦 - 辻萬長
- 中野徹（田島の友人） - 加藤亮夫
- 近藤誠人、岩崎ひろし、吉谷彩子、浜野麻美、佐藤裕、岡千絵、加藤満、高田敏江、松本幸三、阪上和子、笠井一彦、高仁和絵、原ちひろ、北野幸子、片山雄介、蟹江一平、小林秀樹、麻生奈美、山賀教弘、大関翔、桜山みのり、早川プロ、劇団東俳、テアトル・アカデミー

## スタッフ
- 音楽 - 糸川玲子
- 脚本 - 松原敏春
- 監督 - 猪崎宣昭
- 企画 - 長富忠裕
- プロデューサー - 酒井浩至、小池仁
- 制作 - 日本テレビ、ユニオン映画